# Эмой
Эмой (яп. エモい эмой) — японский молодёжный сленг, обозначающий психологическое состояние, при котором человек испытывает множество эмоций. Слово произошло от английского emotion. В качестве русских эквивалентов термину можно подобрать слова «эмоциональный», «сентиментальный», «трудно уловимый» и «неразличимый», «чувственный» и «эстетичный».

## Значение
Эмой употребляется в двух значениях:
1. Для описания состояния, при котором человек переживает много труднообъяснимых, непередаваемых эмоций как положительного, так и отрицательного характера[2].
2. Для описания объекта или явления, вызывающего яркую эмоциональную реакцию, производящего глубокое впечатление[1].

Часто используется при описании музыки. При помощи эмой можно передать следующие состояния: ностальгию, тоску, смятение, меланхолию, двусмысленные чувства и так далее.
Японские синонимы эмой: волнительный (яп. 感動的な кандо:тэкина), сентиментальный (яп. 感傷的な кансё:тэкина), тоскливый (яп. 哀愁ただよう айсю:тадаё:), вызывающий сильные эмоции (яп. 感慨深い кангайбукай).

## Происхождение
Несмотря на возросшую лишь недавно популярность, термин начал использоваться ещё в 1980 году. Считается, что эмой появилось благодаря эмо, одному из поджанров панк-рока. Тексты песен для стиля эмо отличаются экспрессивностью, а эмоции, возникающие благодаря такой лирике, описывают как эмой.
Японский колумнист Кадзухиса Аракава (яп. 荒川 和久 Аракава Кадзухиса) пишет: «Эмой — это о чём-то логически противоречивом, на первый взгляд бесполезном. О чарующем, о моно-но аварэ». Он же, являясь автором книги «Тё соро сякай» (яп. 超ソロ社会 Тё:соро сякай, буквальный перевод — «Очень одинокое общество»), предложил концепцию эмо-потребления, разделив желания человека на потребность в признании (яп. 承認欲求 сё:нин ёккю:) и потребность в успехе (яп. 達成欲求 тассэй ёккю:). По мнению Кадзухисы, суть эмо-потребления состоит в том, чтобы посредством исполнения этих двух фундаментальных желаний достичь эмоционального счастья.
Согласно Google Trends, пользователи начали интересоваться термином эмой в 2006 году, а пик популярности пришёлся на ноябрь 2020 года. Среди запросов также часто встречаются «эмой значение», «эмой фотографии», «эмой картинки».

## Употребление слова в Японии
По данным исследования Mine, проведённого в 2020 году, из 1359 респондентов в возрасте от 20 до 50 лет 51% отвечающих слышали о термине, но не употребляют его, 8% часто используют в повседневной речи и 11% не знают о значении слова.
В другом опросе, в котором приняли участие 204 респондента 10-30 лет, 82% ответили, что используют эмой в своей речи.